# Persone di nome Maria Teresa
| Questa pagina contiene informazioni ricavate automaticamente dalle voci biografiche con l'ausilio del template Bio e di un bot. L'aggiornamento è periodico e automatico e ricostruisce completamente la pagina. Se manca una persona in questa lista, sei pregato di non aggiungerla, ma accertati piuttosto che la sua voce biografica contenga il template Bio e che i dati anagrafici siano correttamente compilati. Se il template Bio manca, inseriscilo tu stesso o, in alternativa, metti l'avviso {{tmp\|Bio}} che ne segnala la mancanza. Se i dati riportati sono sbagliati, correggi direttamente la voce biografica; le modifiche saranno visibili in questa lista entro pochi giorni. Per chiarimenti vedi il progetto biografie. La lista contiene solo le 66 persone che sono citate nell'enciclopedia e per le quali è stato implementato correttamente il template Bio. Pagina aggiornata al 18 gen 2022. |

Questa è una lista di persone presenti nell'enciclopedia che hanno il prenome Maria Teresa, suddivise per attività principale.

## Annunciatori televisivi(1)
- Maria Teresa Ruta, annunciatrice televisiva e conduttrice televisiva italiana (Torino, n.1932)

## Architetti del paesaggio(1)
- Maria Teresa Parpagliolo, architetto del paesaggio italiana (Roma, n.1903 - Roma, †1974)

## Attori(5)
- Maria Teresa Albani, attrice italiana
- Maria Teresa Amore, attrice italiana (Roma, n.1933)
- Adriana Costamagna, attrice italiana (Roma, n.1889 - Roma, †1958)
- Maria Teresa Martino, attrice italiana (Chieti, n.1952)
- Maria Teresa Vianello, attrice italiana (Bengasi, n.1936)

## Aviatori(1)
- Maria Teresa Cassini, aviatrice italiana (Ventimiglia, n.1916 - Alassio, †2009)

## Cantanti(3)
- Maria Peszek, cantante e attrice polacca (Breslavia, n.1973)
- Maria Teresa Vera, cantante, compositrice e chitarrista cubana (Guanajay, n.1895 - †1965)
- Sabrina, cantante portoghese (Setúbal, n.1982)

## Cantautori(1)
- Maria Teresa Cau, cantautrice italiana (Ozieri, n.1944 - Ozieri, †1977)

## Centenari(1)
- Teresa Fumarola, supercentenaria italiana (San Marzano di San Giuseppe, n.1889 - Fragagnano, †2003)

## Comici(1)
- Teresa Mannino, comica, cabarettista e attrice italiana (Palermo, n.1970)

## Compositori(1)
- Maria Teresa Agnesi Pinottini, compositrice e clavicembalista italiana (Milano, n.1720 - Milano, †1795)

## Conduttori televisivi(1)
- Maria Teresa Ruta, conduttrice televisiva, giornalista e scrittrice italiana (Torino, n.1960)

## Critici d'arte(1)
- Maria Teresa Benedetti, critica d'arte, storica dell'arte e docente italiana (Urbino, n.1929)

## Doppiatori(1)
- Maria Teresa Letizia, doppiatrice e attrice italiana (Latina, n.1947 - Milano, †2004)

## Educatori(1)
- Maria Teresa Cucchiari, educatrice italiana (Roma, n.1734 - Avezzano, †1801)

## Ginnasti(1)
- Maria Teresa Gargano, ex ginnasta italiana (Roma, n.1986)

## Giornalisti(3)
- María Teresa Campos, giornalista e conduttrice televisiva spagnola (Tétouan, n.1941)
- Maria Teresa Lamberti, giornalista e conduttrice radiofonica italiana (Roma, n.1958)
- Maria Teresa Meli, giornalista italiana (Roma, n.1961)

## Judoka(1)
- Maria Teresa Motta, ex judoka italiana (Sanremo, n.1963)

## Linguisti(1)
- Maria Teresa Morreale, linguista e germanista italiana (Neuilly, n.1933 - Palermo, †1996)

## Nobili(1)
- Maria Teresa Gozzadini, nobile italiana (Verona, n.1812 - Bologna, †1881)

## Partigiani(1)
- Maria Teresa Regard, partigiana e scrittrice italiana (Roma, n.1924 - Roma, †2000)

## Piloti automobilistici(1)
- Maria Teresa de Filippis, pilota automobilistica italiana (Napoli, n.1926 - Scanzorosciate, †2016)

## Pittori(1)
- Maria Teresa Mazzei Fabbricotti, pittrice italiana (Firenze, n.1893 - Carrara, †1977)

## Poeti(1)
- Maria Teresa Cristofano, poetessa e scrittrice italiana (Verona, n.1902 - Napoli, †1992)

## Politici(10)
- Sesa Amici, politica italiana (Sezze, n.1958)
- Maria Teresa Armosino, politica italiana (Torino, n.1955)
- Maria Teresa Baldini, politica, ex cestista e chirurga italiana (Pietrasanta, n.1961)
- Maria Teresa Bassa Poropat, politica e accademica italiana (Trieste, n.1946)
- Maria Teresa Bellucci, politica, psicologa e accademica italiana (Roma, n.1972)
- Maria Teresa Bertuzzi, politica e insegnante italiana (Copparo, n.1961)
- Maria Teresa Capecchi, politica italiana (Pistoia, n.1948)
- Maria Teresa Coppo Gavazzi, politica italiana (Milano, n.1937)
- Maria Teresa Cárcomo Lobo, politica e giurista portoghese (Malanje, n.1929 - Rio de Janeiro, †2018)
- María Teresa Fernández de la Vega, politica spagnola (Valencia, n.1949)

## Principi(3)
- Maria Teresa del Liechtenstein, principessa tedesca (n.1694 - †1772)
- Maria Teresa di Löwenstein-Wertheim-Rosenberg, principessa tedesca (Roma, n.1870 - Vienna, †1935)
- Maria Teresa di Thurn und Taxis, principessa tedesca (Ratisbona, n.1794 - Hüttelsdorf, †1874)

## Religiosi(6)
- Maria Teresa Casini, religiosa italiana (Frascati, n.1864 - Grottaferrata, †1937)
- Maria Teresa Chiramel Mankidiyan, religiosa indiana (Puthenchira, n.1876 - Kuzhikkattusseny, †1926)
- Maria Teresa Fasce, religiosa italiana (Torriglia, n.1881 - Cascia, †1947)
- Maria Teresa Ledóchowska, religiosa polacca (Loosdorf, n.1863 - Roma, †1922)
- Maria Teresa Nuzzo, religiosa e medico maltese (La Valletta, n.1851 - Ħamrun, †1923)
- Maria Diomira del Verbo Incarnato, religiosa italiana (Genova, n.1708 - Fanano, †1768)

## Sceneggiatori(1)
- Maria Teresa Ricci, sceneggiatrice e regista italiana (Roma, n.1912 - Roma, †1969)

## Scrittori(4)
- María Teresa Andruetto, scrittrice argentina (Arroyo Cabral, n.1954)
- Maria Teresa Casella, scrittrice italiana (Roma, n.1960)
- Maria Teresa Giaveri, scrittrice, traduttrice e accademica italiana (Nibbiano, n.1944)
- Maria Teresa Horta, scrittrice e poetessa portoghese (Lisbona, n.1937)

## Sociologi(1)
- Maria Teresa Torti, sociologa italiana (Quargnento, n.1951 - Genova, †2001)

## Sovrani(1)
- Maria Teresa d'Asburgo, sovrana spagnola (San Lorenzo de El Escorial, n.1638 - Versailles, †1683)

## Tennisti(1)
- Maria Teresa Riedl, tennista italiana (Gorizia, n.1937 - Brunico, †1995)

## Senza attività specificata(9)
- Maria Teresa d'Asburgo (Vienna, n.1684 - Castello di Kaiserebersdorf, †1696)
- Maria Teresa d'Austria (Vienna, n.1717 - Vienna, †1780)
- Maria Teresa d'Asburgo-Teschen (Vienna, n.1845 - Tubinga, †1927)
- Maria Teresa d'Austria-Este (Milano, n.1773 - Ginevra, †1832)
- Maria Teresa di Braganza,  portoghese (Ajuda, n.1793 - Trieste, †1874)
- Maria Teresa di Borbone-Francia (Saint-Germain-en-Laye, n.1667 - Saint-Germain-en-Laye, †1672)
- Maria Teresa di Borbone-Due Sicilie (Napoli, n.1772 - Vienna, †1807)
- Maria Teresa di Savoia (Roma, n.1803 - San Martino in Vignale, †1879)
- Maria Teresa di Borbone-Spagna (Madrid, n.1882 - Madrid, †1912)